# 40-mm-Granatwerfer Mk 18

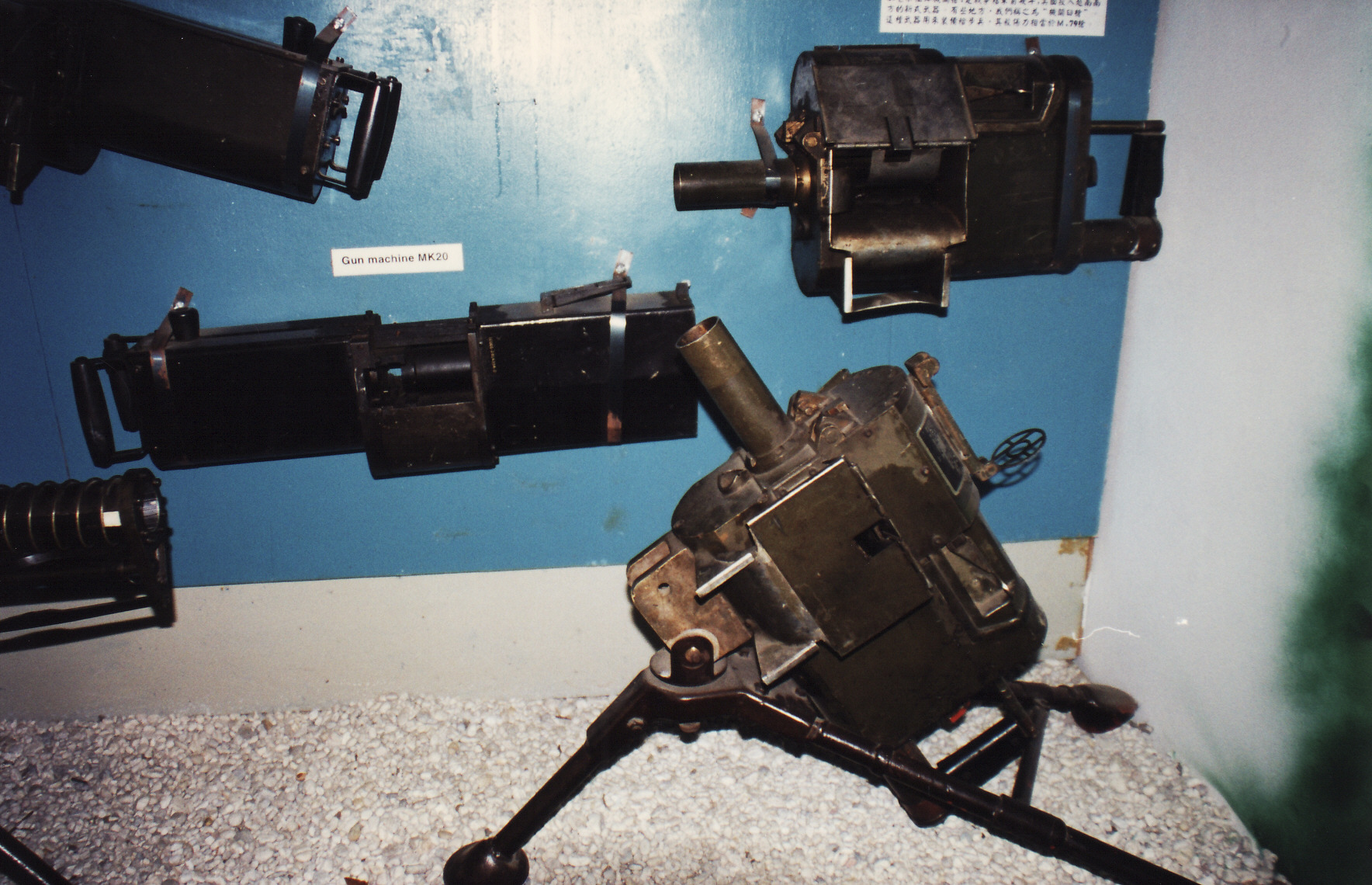
Mk-18-Granatwerfer auf Dreibein (Vietnam Ho-Chi-Minh-Stadt, rechts)

Der Mk 18 Mod 0 ist ein schnellfeuernder Granatwerfer US-amerikanischer Herkunft. Er wurde von Honeywell 1962 entwickelt und bis 1968 produziert. Es war der erste Mehrfachgranatwerfer der US-Streitkräfte.

## Entwicklung und Einsatz
Während des Vietnamkriegs erkannte die US Navy Bedarf für wirkungsvolle Unterstützungswaffen kurzer und mittlerer Reichweite, die auf den Flusspatrouillenbooten (PBR) eingesetzt werden konnten. Die US-Navy-Boote patrouillierten auf den großen Flüssen und Binnengewässern Vietnams und hatten die Aufgabe, die Ufer zu kontrollieren und zu beherrschen. Dafür brauchen sie große Feuerkraft aus Waffensystemen, die aufgrund der Begrenzungen der Bootsgröße kompakt und leicht sein mussten. Aufgrund der vielerorts dichten Vegetation war eine große Feuerreichweite nicht erforderlich. Die Lösung der Navy war ein schnellfeuernder Granatwerfer im Kaliber 40 Millimeter. Es entstanden drei technisch sehr verschiedene Systeme:
- Der hier beschriebene 40-mm-Granatwerfer Mark 18 wurde ab 1962 als früheste der drei Entwicklungen begonnen und 1964 patentiert. Er wurde zur Verwendung der Granate 40 × 46 mm entworfen. Es wurden zwischen 1965 und 1968 insgesamt etwa 1200 Stück für die US Navy produziert und eingesetzt, bis sie durch spätere Entwicklungen ersetzt wurden.
- Der Maschinengranatwerfer Mk 19 ist konventioneller aufgebaut und wurde zur Verwendung der leistungsstärkeren Granate 40 × 53 mm entworfen. Er konnte in den ersten drei Entwicklungsstufen Mod 0 bis Mod 2 jedoch nicht überzeugen.
- Der Maschinengranatwerfer Mk 20 ist eine technisch sehr ungewöhnliche zuschießende Blow-Forward-Waffe und verwendet genau wie der Mark 18 die leistungsschwächere Granate 40 × 46 mm. Mark-20-Granatwerfer wurde mehrere Jahre auf den Flussbooten der US Navy eingesetzt. Erst nachdem der Mark-19-Granatwerfer in der vierten Entwicklungsstufe Mod 3 einen zufriedenstellenden Stand erreicht hatte, ersetzte er ab 1983 den Mark 20.[2]

## Technik
Der Granatwerfer Mark 18 ist eine Repetierwaffe. Die Munition vom Kaliber 40 × 46 mm SR wird über einen Munitionsgurt von der linken Seite zugeführt. Der Schütze betätigt eine Handkurbel, deren Bewegung die Gurtzuführung betätigt und den weiteren Verschlussmechanismus steuert. Das Patronenlager wird aus zwei Hälften geformt, die wiederum von rotierenden Trommeln mit jeweils sechs halbkreisförmigen Einbuchtungen, „Rotoren“ genannt, oberhalb und unterhalb des Laufs gebildet werden. Diese Rotoren ziehen den Patronengurt in die Waffe und positionieren die Granate vor dem Lauf. Sodann wird der obere Rotor abgesenkt und gesperrt, um die Granate für die Schussabgabe zu fixieren. Das Lager schließt sich jedoch zu keinem Zeitpunkt vollständig, es verbleibt ein Spalt zwischen den beiden Rotoren, durch den auch der Patronengurt geführt wird. Nach der Schussabgabe öffnet sich das Lager wieder und der Gurt wird weiterbefördert, die immer noch im Gurt befindliche leere Patronenhülse wird somit durch eine neue, geladene Patrone ersetzt. Die Feuergeschwindigkeit ist von der Geschwindigkeit, mit der der Schütze die Kurbel dreht, abhängig. In der Praxis lag sie bei etwa 100–250 Schuss pro Minute.

## Technische Daten
| Mk-18-Granatwerfer        | Mk-18-Granatwerfer  |
| ------------------------- | ------------------- |
| Kaliber:                  | 40 × 46 mm SR       |
| Feuerrate                 | 100–250 Schuss/min. |
| Mündungsgeschwindigkeit   | 65,5 m/s            |
| max. Reichweite           | 360 m               |
| max. effektive Reichweite | 230 m               |
| Länge                     | 56 cm               |
| Breite                    | 24 cm               |
| Höhe                      | 30,5 cm             |
| Gewicht                   | 8,6 kg              |